# Mets de Guaynabo (pallavolo maschile)
I Mets de Guaynabo sono una franchigia pallavolistica maschile portoricana, con sede a Guaynabo: militano nella Liga de Voleibol Superior Masculino.

## Storia
I Mets de Guaynabo vengono fondati nel 1968, disputando subito la LVSM. Dopo aver raggiunto le semifinali scudetto dei campionati 1972, 1973 e 1975, nella stagione 1976 raggiungono la prima finale della propria storia, vincendo lo scudetto contro i Plataneros de Corozal; le due franchigie tornano ad affrontarsi anche nella finale della stagione seguente, dove però a trionfare sono i Plataneros.
Dopo che il titolo della franchigia è passato attraverso diverse città, nel 2008 i Mets de Guaynabo riprendono le proprie attività grazie al trasferimento a Guaynabo dei Playeros de San Juan, raggiungendo la finale nella stagione 2009-10, incontrando anche questa volta i Plataneros de Corozal e cedendo nuovamente ai rivali. Raggiungono la terza finale della propria storia nel campionato 2012-13, uscendo però sconfitti contro i Capitanes de Arecibo; le due franchigie si incontrano in finale anche nel campionato successivo, dove al quinto tentativo i Mets centrano il loro secondo scudetto.
Nel campionato 2014 la franchigia affronta i Capitanes de Arecibo in finale scudetto per la terza volta consecutiva, uscendone però sconfitta. Nel campionato seguente arriva la vittoria del terzo scudetto, questa volta dominando i Gigantes de Carolina nella serie finale. Nel campionato 2016-17 i Mets de Guaynabo si confermano campioni portoricani, dopo aver vinto in quattro giochi la finale contro i Caribes de San Sebastian, diventando la prima franchigia ad aggiudicarsi il titolo con soli pallavolisti locali in una edizione del torneo in cui si possono tesserare anche quelli stranieri.
Dopo la cancellazione del torneo 2017, nel torneo seguente dominano la stagione regolare e si aggiudicano il terzo scudetto consecutivo, quinto nella loro storia; si riconfermano campioni di Porto Rico anche al termine della Liga de Voleibol Superior Masculino 2019. Al termine della Liga de Voleibol Superior Masculino 2022 si aggiudicano il loro settimo titolo.

## Rosa 2024
| N° | Nome                  | Ruolo | Data di nascita   | Nazionalità sportiva |
| -- | --------------------- | ----- | ----------------- | -------------------- |
| 1  | Fabián Rohena         | C     | 5 gennaio 1994    | Porto Rico           |
| 2  | Orlando Santiago      | S     | 3 giugno 1996     | Porto Rico           |
| 3  | Ramón Burgos          | C     | 15 gennaio 1993   | Porto Rico           |
| 4  | Luis Guillermo García | P     | 5 gennaio 1995    | Porto Rico           |
| 5  | Kevin Rodríguez       | P     | 12 agosto 1994    | Porto Rico           |
| 6  | Josué Rivera          | S     | 14 aprile 1992    | Porto Rico           |
| 7  | Gianluca Grasso       | S     | 3 dicembre 1995   | Porto Rico           |
| 8  | Juan Carlos Ribas     | S     | 8 settembre 1993  | Porto Rico           |
| 9  | Jorge Mencía          | O     | 14 aprile 1990    | Porto Rico           |
| 10 | Hisham Ewais          | O     | 26 febbraio 1995  | Egitto               |
| 11 | Manuel Blondet        | C     | 22 settembre 1997 | Porto Rico           |
| 12 | Rafael Burgos         | C     | 15 febbraio 1995  | Porto Rico           |
| 14 | Gregory Torres        | O     | 30 novembre 2003  | Porto Rico           |
| 15 | Inovel Romero         | S     | 28 gennaio 1995   | Porto Rico           |
| 16 | Víctor Cosme          | L     | 8 novembre 1989   | Porto Rico           |
| 18 | Antonio Elías         | C     | 15 settembre 2000 | Porto Rico           |
| 24 | Arnel Cabrera         | L     | 11 ottobre 1994   | Porto Rico           |

## Palmarès
- Campionato portoricano: 7

1976, 2013-14, 2015, 2016-17, 2018, 2019, 2022